# مهرداد مشایخی
مهرداد مشایخی(زاده ۱۶ مرداد ۱۳۳۲ _ درگذشته ۱۳ مهر ۱۳۹۰) جامعه‌شناس پژوهشگر و فعال سیاسی و استاد جامعه‌شناسی در دانشگاه جورج تاون بود.

## زندگی‌نامه
مهرداد مشایخی فرزند مرتضی ۱۶ مرداد سال ۱۳۳۲ به دنیا آمد و کودکی را در پاریس و تهران گذراند. او پس از گرفتن دیپلم دبیرستان، در دانشکده دندانپزشکی دانشگاه تهران به تحصیل پرداخت، اما یک سال بعد برای ادامه تحصیل راهی آمریکا شد.مهرداد مشایخی پس از فوت دایی اش امیرحسین آریانپور، به کمک پدرش مرتضی مشایخی یادنامه ای برای آریانپور در ایران منتشر کرد که عبدالله انوار و سیدحسن امین در آن مقاله دارند.
مشایخی در آمریکا به تحصیل علوم انسانی رو آورد و در دانشگاه «وسترن ریزرو» در ایالت اوهایو لیسانس اقتصاد گرفت.
پس از آن تحت تأثیر دایی خود، امیرحسین آریان‌پور، رشته اقتصاد سیاسی و جامعه‌شناسی را انتخاب کرد و در دانشگاه آمریکن در واشینگتن به تحصیلات خود تا دکترا ادامه داد.
مهرداد مشایخی پس از انقلاب سال ۱۳۵۷ به امید کار علمی و فعالیت دانشگاهی به ایران برگشت، اما پس از مدت کوتاهی، به خاطر شرایط ناهموار به آمریکا برگشت.
او در کنار کار علمی و دانشگاهی به تلاش‌های اجتماعی و سیاسی نیز فعال بود.
آقای مشایخی به ویژه در سال‌های اخیر در پی‌ریزی شالوده‌ای نظری برای مبارزه مسالمت‌جویانه در راه بسط آزادی و عدالت اجتماعی، تقویت جامعه مدنی و نهادینه‌سازی دموکراسی در ایران تلاش می‌کرد.
او با بسیاری از نشریات و سایت‌های فارسی همکاری داشت. گزیده‌ای از مقالات نظری او در کتابی به عنوان «جنبش اجتماعی و سیاست مجادله‌آمیز در ایران پس از انقلاب» منتشر شده‌است.
از آقای مشایخی چندین کتاب و مقاله دربارهٔ وضعیت سیاسی و فرهنگی جامعه ایران، عوامل دیکتاتوری و عقب‌ماندگی در جامعه و سرانجام راه برون‌رفت از انسداد سیاسی و گذار به دموکراسی منتشر شده‌است.
مهرداد مشایخی پس از ماه‌ها مبارزه با بیماری سرطان لوزالمعده روز ۵ اکتبر ۲۰۱۱(برابر ۱۳ مهر ۱۳۹۰) در واشینگتن از دنیا رفت.